# Tripogon vellarianus
Tripogon vellarianus är en gräsart som beskrevs av A.K.Pradeep. Tripogon vellarianus ingår i släktet Tripogon och familjen gräs. Inga underarter finns listade i Catalogue of Life.